# Liste der größten Bauprojekte in Namibia
Dies ist eine Liste der größten Bauprojekte in Namibia, das heißt aller Bauprojekte im südwestafrikanischen Staat Namibia mit Baukosten von mehr als 250 Millionen Namibia-Dollar (aktuell 20,325 NAD/Euro), die seit der Unabhängigkeit Namibias 1990 errichtet wurden beziehungsweise geplant sind. Diese Liste schließt den Bau von Bergwerken und Straßenbauprojekte sowie Kraftwerke (siehe Liste der Kraftwerke in Namibia) aus.

## Nach Status

### Fertiggestellt
| Name                                                                                | Ort                            | Art                                                    | Bauvolumen (in Mrd. N$)       | Status                                                            |
| ----------------------------------------------------------------------------------- | ------------------------------ | ------------------------------------------------------ | ----------------------------- | ----------------------------------------------------------------- |
| Areva-Entsalzungsanlage                                                             | Wlotzkasbaken                  | Meerwasserentsalzung                                   | 3,00                          | 2010 fertiggestellt                                               |
| Auas Valley                                                                         | Windhoek                       | Einkaufszentrum                                        | 00,32                         | Phase II 2015 fertiggestellt                                      |
| Dune Mall                                                                           | Walvis Bay                     | Einkaufszentrum                                        | 00,48                         | Eröffnet im Oktober 2017                                          |
| FNB Namibia Hauptsitz                                                               | Windhoek                       | Bürogebäude                                            | 00,60                         | im Oktober 2015 fertiggestellt                                    |
| Hafen Walvis Bay (Ausbau)                                                           | Walvis Bay                     | Hafenerweiterung                                       | 04,50                         | August 2019 eröffnet                                              |
| Hilton Windhoek                                                                     | Independence Avenue (Windhoek) | Hotel                                                  | 00,30                         | 2011 fertiggestellt                                               |
| Hilton Garden Inn                                                                   | Windhoek                       | Hotel                                                  | 00,32                         | Fertigstellung Oktober 2019                                       |
| Hilltop Estate davon The Grove Mall of Namibia davon Lady-Pohamba-Privatkrankenhaus | Kleine Kuppe (Windhoek)        | Wohn- und Geschäftsviertel Einkaufszentrum Krankenhaus | 01,60 01,10 00,38             | fertiggestellt am 23. Oktober 2014 fertiggestellt im Februar 2016 |
| Hosea Kutako International Airport                                                  | bei Windhoek                   | Flughafen                                              | 00,25                         | fertiggestellt Dezember 2021                                      |
| Hauptsitz des Innenministeriums                                                     | Windhoek                       | Bürogebäude                                            | 00,75                         | Januar 2022 eröffnet                                              |
| Maerua Mall                                                                         | Windhoek                       | Einkaufszentrum                                        | 00,72 (davon Phase III: 0,36) | Phase III im April 2014 fertiggestellt                            |
| Mutual Tower                                                                        | Independence Avenue (Windhoek) | Bürogebäude                                            | 00,26                         | 2011 fertiggestellt                                               |
| Namib Poultry                                                                       | bei Okahandja                  | Geflügelproduktion                                     | 00,48                         | 2012 fertiggestellt                                               |
| Nationales Öldepot                                                                  | Walvis Bay                     | Staudamm/-see                                          | 05,5                          | 2021 fertiggestellt                                               |
| Neckartal-Damm                                                                      | östlich von Keetmanshoop       | Staudamm/-see                                          | 05,7                          | 2018 fertiggestellt                                               |
| Ohorongo                                                                            | bei Otavi                      | Zementwerk                                             | 02,50 00,15                   | 2009 fertiggestellt Phase 2 im Oktober 2015 fertiggestellt        |
| SABMiller Namibia Welwitschia-Brauerei                                              | Okahandja                      | Brauerei                                               | 00,45                         | 2015 fertiggestellt                                               |
| Standard-Bank-Namibia-Hauptsitz                                                     | Windhoek                       | Bürogebäude                                            | 00,65                         | September 2019 fertiggestellt                                     |
| Staatshaus                                                                          | Windhoek                       | Regierungsgebäude                                      | 00,41–1,10                    | 2008 fertiggestellt                                               |
| Steinfabrik Yu Tian                                                                 | Walvis Bay                     | Fabrik                                                 | 00,30                         | 2014 fertiggestellt                                               |
| Strand Hotel Swakopmund                                                             | Swakopmund                     | Hotel                                                  | 00,35                         | am 9. Oktober 2015 eröffnet                                       |
| Swakopmund Waterfront                                                               | Swakopmund                     | Einzelhandel, Gastronomie                              | 00,25                         | Eröffnung Anfang 2017                                             |
| SWAPO-Hauptsitz                                                                     | Windhoek                       | Büros                                                  | 01,0                          | Ende 2023 fertiggestellt                                          |
| US-Botschaft in Windhoek                                                            | Windhoek                       | Botschaftskomplex                                      | 05,3                          | im November 2023 fertiggestellt                                   |
| Wernhil Park                                                                        | Windhoek                       | Einkaufszentrum                                        | 00,50                         | Phase 3 2011 fertiggestellt                                       |
| Wernhil Park                                                                        | Windhoek                       | Einkaufszentrum                                        | 00,34                         | Phase 4 2019 fertiggestellt                                       |
| Whale Rock-Zementwerk                                                               | bei Otjiwarongo                | Zementwerk                                             | 04,70                         | 2018 fertiggestellt                                               |

Stand:4. Dezember 2023

### Im Bau
| Name                                                              | Ort                       | Art                                   | Bauvolumen (in Mrd. N$)   | Status                                                                  |
| ----------------------------------------------------------------- | ------------------------- | ------------------------------------- | ------------------------- | ----------------------------------------------------------------------- |
| Avis Smart Village                                                | Windhoek-Avis             | Wohngebiet                            | 00,89                     | seit März 2022 im Bau                                                   |
| Glashütte Tses                                                    | Tses                      | Glashütte                             | 07,00                     | Grundsteinlegung Juni 2014 – Status unbestimmt                          |
| Heritage-Hill-Entwicklungsprojekt bei Nonidas                     | bei Swakopmund            | Wohngebiet                            | 01,50                     | seit 2018 im Bau                                                        |
| Lüderitz Waterfront                                               | Lüderitz                  | Einzelhandel, Gastronomie, Wohnhäuser | 00,68 davon Phase II 0,23 | Phase 1 fertiggestellt, Phase 2 im Bau                                  |
| Omeya Golf & Residential Oasis                                    | bei Windhoek              | u. a. Golfplatz, Wohnhäuser           | 01,50                     | Golfplatz fertiggestellt; restliche Einrichtungen teilweise im Bau      |
| Ongos Valley                                                      | Nordwestrand von Windhoek | Städtebau                             | 28,0                      | im Bau seit Anfang 2019                                                 |
| SADC Gateway Port                                                 | Walvis Bay                | Hafen                                 | 60,00                     | Phase I: im Bau seit Anfang 2015 Phase II: 2018/19 Phase III: unbekannt |
| Schwefelsäure-Fabrik Tsumeb                                       | Tsumeb                    | Schwefelsäure-Fabrik                  | 02,30                     | im Bau (Fertigstellung 2016 geplant)                                    |
| Sungate                                                           | beim HKIA                 | Geschäftsgebiet                       | 01,00                     | im Bau (seit November 2013)                                             |
| WHTC School of Engineering, Marine, Logistics and Health Sciences | Swakopmund                | Universität                           | 01,6                      | seit Juli 2022 im Bau (Fertigstellung für 2028 geplant)                 |

Stand: 4. Juli 2022

### In Planung
| Name                                   | Ort                                | Art                                     | Bauvolumen (in Mrd. N$) | Status                                                                          |
| -------------------------------------- | ---------------------------------- | --------------------------------------- | ----------------------- | ------------------------------------------------------------------------------- |
| Bahnhof Square & Lifestyle Centre      | Swakopmund                         | Einkaufszentrum/Wohnungen/Entertainment | 01,20                   | Baubeginn war geplant für Mitte 2013                                            |
| Desert Rose                            | zwischen Swakopmund und Walvis Bay | Konferenzzentrum                        | 08,00                   | Planungsphase (Juni 2018)                                                       |
| Tsumeb Smart City                      | Tsumeb                             | u. a. Universitätsstadt, Krankenhaus    | 15                      | Baubeginn April 2019 anvisiert                                                  |
| Eros Valley Golf Estate                | Windhoek-Eros Park                 | Golfanlage                              | 01,00                   | in Planung (November 2012)                                                      |
| Gecko-Chemiefabrik                     | bei Swakopmund                     | Chemiefabrik                            | 12,00                   | Planungen 2014 eingestellt (Stand August 2015)                                  |
| Herboth City                           | östlich von Windhoek               | Städtebau                               | 30,00                   | geplant seit Oktober 2019                                                       |
| Kap-Fria-Hafen                         | bei Cape Fria                      | Hafen                                   |                         | geplant                                                                         |
| Kunene Eisenerzmine und Industriestadt | 30 km südlich von Opuwo            | Bergbau, Stadt                          | 24–40                   | geplant                                                                         |
| Hafen Lüderitz Angra Point             | bei Lüderitz                       | Hafen                                   |                         | geplant                                                                         |
| Wasseraufbereitungsanlage Ondangwa     | Ondangwa                           | Wasseraufbereitungsanlage               | 00,30                   | geplant                                                                         |
| Ondangwa Referrel Hospital             | Ondangwa                           | Staatskrankenhaus                       | 01,00                   | Baubeginn für 2020 geplant (Stand Dezember 2019)                                |
| Militärkrankenhaus                     | Windhoek-Khomasdal                 | Krankenhaus                             | 00,45                   | geplant                                                                         |
| Parlamentsgebäude                      | Windhoek-Zentral                   | Verwaltungsgebäude                      | 03,5                    | Planungen 2017 eingestellt                                                      |
| Stahlwerk Otavi davon Nano-Stahlwerk   | bei Otavi                          | Stahlwerk                               | 28,00 01,52             | Baubeginn 2015 Baubeginn Anfang 2013                                            |
| Walvis Bay Waterfront                  | Walvis Bay                         | Einzelhandel, Gastronomie               | 00,30–1,00              | Baubeginn ursprünglich für Mitte 2015 geplant; voraussichtlicher Baubeginn 2020 |

Stand:5. März 2022